# Cort General de Massachusetts
La Cort General de Massachusetts (The General Court of Massachusetts, en anglès) és l'òrgan del poder legislatiu de l'Estat de Massachusetts. El nom "Cort General" prové de l'era colonial, quan aquest òrgan també actuava com a cort d'apel·lacions. Abans d'adoptar la constitució de la Commonwealth de Massachusetts de 1780, era anomenada "Cort Grandiosa i General" (Great and General Court) però el títol original va ser escurçat per John Adams, autor de la constitució estatal. És un cos bicameral. La cambra alta és el Senat de Massachusetts compost per 40 membres. La cambra baixa és la Cambra de Representants de Massachusetts, i està integrada per 160 membres. (Fins a 1978, tenia 240 membres). Tant el Senat com la Càmera es reuneixen a la Casa de l'Estat de Massachusetts, seu també del governador de l'estat, a Boston, Massachusetts. La Cort General va ser establerta en 1630 quan la Colònia de la Badia de Massachusetts ("Massachusetts Bay Colony") va obtenir una nova carta de dret ("charter").
L'actual Presidenta del Senat és Karen E. Spilka, i el President de la Cambra (speaker) és Ronald Mariano. El Partit Demòcrata té una supermajoria en ambdues cambres de la Cort General.
Tant els Senadors com els Representants són elegits per un període de 2 anys amb la possibilitat de reelecció.

## Cambra de Representants
Cada Representant representa un districte amb prop de 41,000 residents. Els districtes dels Representants són reben el nom del Comtat principal on estan ubicats i poques vegades els districtes creuen les línies dels comtats. Actualment la cambra està formada per 129 representants Demòcrates, 30 Republicans i un membre no inscrit. Un dels seients Demòcrates està vacant.

## Senat
Hi ha 40 Districtes Senatorials a Massachusetts, anomenats pels comtats que representen. L'actual composició del Senat és de 37 Senadors Demòcrates i 3 Republicans.

## Comissions conjuntes
Les actuals comissions conjuntes de la Cort General de Massachusetts són:
- Comissió conjunta de Política del Cànnabis
- Comissió conjunta d'Infància, Família i Persones amb Discapacitat
- Comissió conjunta de Desenvolupament Comunitari i Petits Negocis
- Comissió conjunta de Protecció al Consumidor i Llicències Professionals
- Comissió conjunta de Desenvolupament econòmic i tecnologies emergents
- Comissió conjunta d'Educació
- Comissió conjunta d'Afers per a la Gent Gran
- Comissió conjunta de Lleis Electorals
- Comissió conjunta de Medi Ambient, Recursos Naturals i Agricultura
- Comissió conjunta de Desenvolupament de les Exportacions
- Comissió conjunta de Serveis Financers
- Comissió conjunta de Finançament de l'Atenció Mèdica
- Comissió conjunta de Educació superior
- Comissió conjunta d'Habitatge
- Comissió conjunta de Justícia
- Comissió conjunta de Desenvolupament Laboral
- Comissió conjunta de Municipis i Govern Regional
- Comissió conjunta de Salut Pública
- Comissió conjunta de Seguretat Pública i Seguretat Nacional
- Comissió conjunta de Servei Públic
- Comissió conjunta de d'Equitat Racial, Drets Civils i Inclusió
- Comissió conjunta d'Ingressos
- Comissió conjunta de Normes
- Comissió conjunta d'Administració Estatal i Supervisió Regulatòria
- Comissió conjunta de Telecomunicacions, Serveis Públics i Energia
- Comissió conjunta de Turisme, Art i Desenvolupament Cultural
- Comissió conjunta de Transport
- Comissió conjunta d'Assumptes Federals i de Veterans
- Comissió conjunta de Maneres i Mitjans
- Comissió conjunta Especial de Redistribució de Districtes